# 1505 Koranna
Koranna (asteróide 1505) é um asteróide da cintura principal com um diâmetro de 20,88 quilómetros, a 2,3133128 UA. Possui uma excentricidade de 0,1308401 e um período orbital de 1 585,96 dias (4,34 anos).
Koranna tem uma velocidade orbital média de 18,25683144 km/s e uma inclinação de 14,45703º.
Esse asteróide foi descoberto em 21 de Abril de 1939 por Cyril Jackson.